# Mistrzostwa Świata w Piłce Siatkowej Mężczyzn 2022 (składy)
Artykuł grupuje składy wszystkich reprezentacji narodowych w piłce siatkowej, które wystąpiły w Mistrzostwach Świata w Piłce Siatkowej Mężczyzn 2022.
- Wiek na dzień 26 sierpnia 2022 roku.
- Przynależność klubowa na sezon 2021/2022.
- Zawodnicy oznaczeni  to kapitanowie reprezentacji.
- Legenda:
A – atakujący
L – libero
P – przyjmujący
R – rozgrywający
Ś – środkowy

## Argentyna
Trener:  Marcelo Méndez
| Nr | Imię i nazwisko      | Data urodzenia (wiek) | Wzrost (cm) | Klub                       | Pozycja |
| -- | -------------------- | --------------------- | ----------- | -------------------------- | ------- |
| 1  | Matías Sánchez       | 20.09.1996 (25)       | 173         | Tourcoing LM               | R       |
| 3  | Jan Martínez Franchi | 28.01.1998 (24)       | 190         | Greenyard Maaseik          | L       |
| 4  | Joaquín Gallego      | 21.11.1996 (25)       | 204         | Sporting CP                | Ś       |
| 7  | Facundo Conte        | 25.08.1989 (33)       | 198         | Aluron CMC Warta Zawiercie | P       |
| 8  | Agustín Loser        | 12.10.1997 (24)       | 193         | Tourcoing LM               | Ś       |
| 9  | Santiago Danani      | 12.12.1995 (26)       | 176         | Berlin Recycling Volleys   | L       |
| 12 | Bruno Lima           | 04.02.1996 (26)       | 197         | Nice VB                    | A       |
| 13 | Ezequiel Palacios    | 02.10.1992 (29)       | 198         | Montpellier UC             | P       |
| 15 | Luciano De Cecco     | 02.06.1988 (34)       | 193         | Cucine Lube Civitanova     | R       |
| 16 | Luciano Palonsky     | 08.07.1999 (23)       | 198         | Tours VB                   | P       |
| 17 | Luciano Vicentín     | 04.04.2000 (22)       | 199         | VfB Friedrichshafen        | P       |
| 18 | Martín Ramos         | 26.08.1991 (31)       | 197         | Narbonne Volley            | Ś       |
| 22 | Nicolas Zerba        | 13.06.1999 (23)       | 204         | Narbonne Volley            | Ś       |
| 25 | Pablo Kukartsev      | 23.03.1993 (29)       | 203         | Unicaja Costa de Almería   | A       |

## Brazylia
Trener:  Renan Dal Zotto
| Nr | Imię i nazwisko          | Data urodzenia (wiek) | Wzrost (cm) | Klub                   | Pozycja |
| -- | ------------------------ | --------------------- | ----------- | ---------------------- | ------- |
| 1  | Bruno Mossa Rezende      | 02.07.1986 (36)       | 190         | Modena Volley          | R       |
| 6  | Adriano Fernandes Xavier | 06.02.2002 (20)       | 201         | Vôlei Renata/Campinas  | P       |
| 8  | Wallace de Souza         | 26.06.1987 (35)       | 198         | Sada Cruzeiro          | A       |
| 9  | Joandry Leal Hidalgo     | 31.08.1988 (33)       | 201         | Modena Volley          | P       |
| 11 | Rodrigo Leão             | 05.06.1996 (26)       | 198         | Sada Cruzeiro          | P       |
| 14 | Fernando Gil Kreling     | 13.01.1996 (26)       | 185         | Sada Cruzeiro          | R       |
| 15 | Maique Reis Nascimento   | 16.07.1997 (25)       | 182         | Minas Tênis Clube      | L       |
| 16 | Lucas Saatkamp           | 06.03.1986 (32)       | 209         | Vôlei Renata/Campinas  | Ś       |
| 17 | Thales Hoss              | 26.04.1989 (33)       | 188         | Vôlei Taubaté          | L       |
| 18 | Ricardo Lucarelli Souza  | 14.02.1992 (30)       | 196         | Cucine Lube Civitanova | P       |
| 19 | Leandro dos Santos       | 13.01.1993 (29)       | 200         | Tours VB               | Ś       |
| 21 | Felipe Roque Moreira     | 19.05.1997 (25)       | 212         | Vôlei Taubaté          | A       |
| 23 | Flávio Resende Gualberto | 22.04.1993 (29)       | 200         | Callipo Sport          | Ś       |
| 28 | Darlan Ferreira Souza    | 24.06.2002 (20)       | 193         | SESI/SP                | A       |

## Bułgaria
Trener:  Nikołaj Żelazkow
| Nr | Imię i nazwisko     | Data urodzenia (wiek) | Wzrost (cm) | Klub                        | Pozycja |
| -- | ------------------- | --------------------- | ----------- | --------------------------- | ------- |
| 1  | Denis Karjagin      | 28.09.2002 (19)       | 202         | Vero Volley Monza           | A       |
| 2  | Stefan Czawdarow    | 26.07.1995 (27)       | 205         | Montana                     | Ś       |
| 3  | Nikołaj Kolew       | 16.12.1997 (24)       | 204         | Neftochimik 2010 Burgas     | Ś       |
| 4  | Martin Atanasow     | 27.09.1996 (25)       | 200         | Ziraat Bankası              | P       |
| 5  | Swetosław Gocew     | 31.08.1990 (31)       | 205         | Lewski Sofia                | Ś       |
| 7  | Dobromir Dimitrow   | 07.07.1991 (31)       | 197         | CSKA Sofia                  | R       |
| 8  | Todor Skrimow       | 09.01.1990 (32)       | 192         | Jenisiej Krasnojarsk        | P       |
| 9  | Georgi Seganow      | 10.06.1993 (29)       | 198         | Cizre Belediyespor          | R       |
| 11 | Aleks Grozdanow     | 28.03.1998 (24)       | 208         | Vero Volley Monza           | Ś       |
| 14 | Asparuch Asparuchow | 28.07.2000 (22)       | 200         | Werona Volley               | P       |
| 16 | Władisław Iwanow    | 14.03.1987 (35)       | 188         | Lewski Sofia                | L       |
| 18 | Swetosław Iwanow    | 10.07.2000 (22)       | 194         | Cizre Belediyespor          | P       |
| 19 | Cwetan Sokołow      | 31.12.1989 (32)       | 206         | Dinamo Moskwa               | A       |
| 23 | Aleksandyr Nikołow  | 30.11.2003 (18)       | 205         | Long Beach State University | P       |

## Chiny
Trener:  Wu Sheng
| Nr | Imię i nazwisko | Data urodzenia (wiek) | Wzrost (cm) | Klub                    | Pozycja |
| -- | --------------- | --------------------- | ----------- | ----------------------- | ------- |
| 1  | Dan Qingyao     | 26.09.1991 (31)       | 205         | Shanghai Golden Age     | A       |
| 4  | Yang Yiming     | 29.09.1999 (22)       | 186         | Zhejiang Sports Lottery | L       |
| 5  | Zhang Binglong  | 11.09.1994 (27)       | 197         | Beijing Volleyball      | P       |
| 6  | Yu Yuantai      | 06.12.1997 (24)       | 183         | Jiangsu                 | P       |
| 7  | Yu Yaochen      | 19.08.1995 (27)       | 195         | Jiangsu                 | R       |
| 8  | Yang Tianyuan   | 28.06.1994 (28)       | 180         | Jiangsu                 | L       |
| 9  | Li Yongzhen     | 07.08.1998 (24)       | 200         | Zhejiang Sports Lottery | Ś       |
| 10 | Liu Meng        | 11.02.1995 (27)       | 195         | Shandong Sports Lottery | R       |
| 12 | Zhang Zhejia    | 31.08.1995 (26)       | 211         | Shanghai Golden Age     | Ś       |
| 15 | Peng Shikun     | 26.08.2000 (22)       | 210         | Suntory Sunbirds        | Ś       |
| 19 | Zhang Guanhua   | 10.07.1997 (25)       | 202         | Zhejiang Sports Lottery | A       |
| 21 | Miao Ruantong   | 21.05.1995 (27)       | 205         | Jin Han Wang            | Ś       |
| 22 | Zhang Jingyin   | 20.12.1999 (22)       | 207         | Zhejiang Sports Lottery | P       |
| 27 | Wang Bin        | 26.03.2001 (21)       | 196         | Zhejiang Sports Lottery | P       |

## Egipt
Trener:  Hassan Elhossary
| Nr | Imię i nazwisko             | Data urodzenia (wiek) | Wzrost (cm) | Klub         | Pozycja |
| -- | --------------------------- | --------------------- | ----------- | ------------ | ------- |
| 1  | Ahmed El-Sayed              | 14.01.1991 (31)       | 184         | Zamalek SC   | R       |
| 5  | Abdelrahman Seoudy          | 21.08.1997 (25)       | 207         | Al-Ahly Kair | Ś       |
| 6  | Mohamed Hassan              | 28.09.1993 (28)       | 175         | Zamalek SC   | L       |
| 8  | Abdelrahman Elhossiny Eissa | 24.08.2001 (21)       | 186         | Al-Ahly Kair | P       |
| 10 | Mohamed Masoud              | 01.05.1994 (27)       | 211         | Al-Ahly Kair | Ś       |
| 11 | Mohamed Noureldin           | 01.07.1995 (28)       | 185         | Al-Ahly Kair | L       |
| 12 | Hossam Abdalla              | 16.02.1988 (34)       | 203         | Al-Ahly Kair | R       |
| 13 | Mohamed Khater              | 04.07.1991 (31)       | 202         | Smouha       | Ś       |
| 15 | Ahmed El-Kotb               | 23.07.1991 (31)       | 202         | Al-Ahly Kair | A       |
| 17 | Reda Haikal                 | 07.11.1990 (31)       | 198         | CSKA Sofia   | A       |
| 18 | Ahmed Shafik                | 07.12.1994 (27)       | 190         | Al-Ahly Kair | P       |
| 22 | Mohamed Moustafa Issa       | 12.04.1988 (34)       | 200         | Zamalek SC   | P       |
| 23 | Ahmed Omar                  | 04.03.1995 (27)       | 196         |              | P       |
| 25 | Mohamed Magdi Ali           | 20.02.1998 (24)       | 198         |              | Ś       |

## Francja

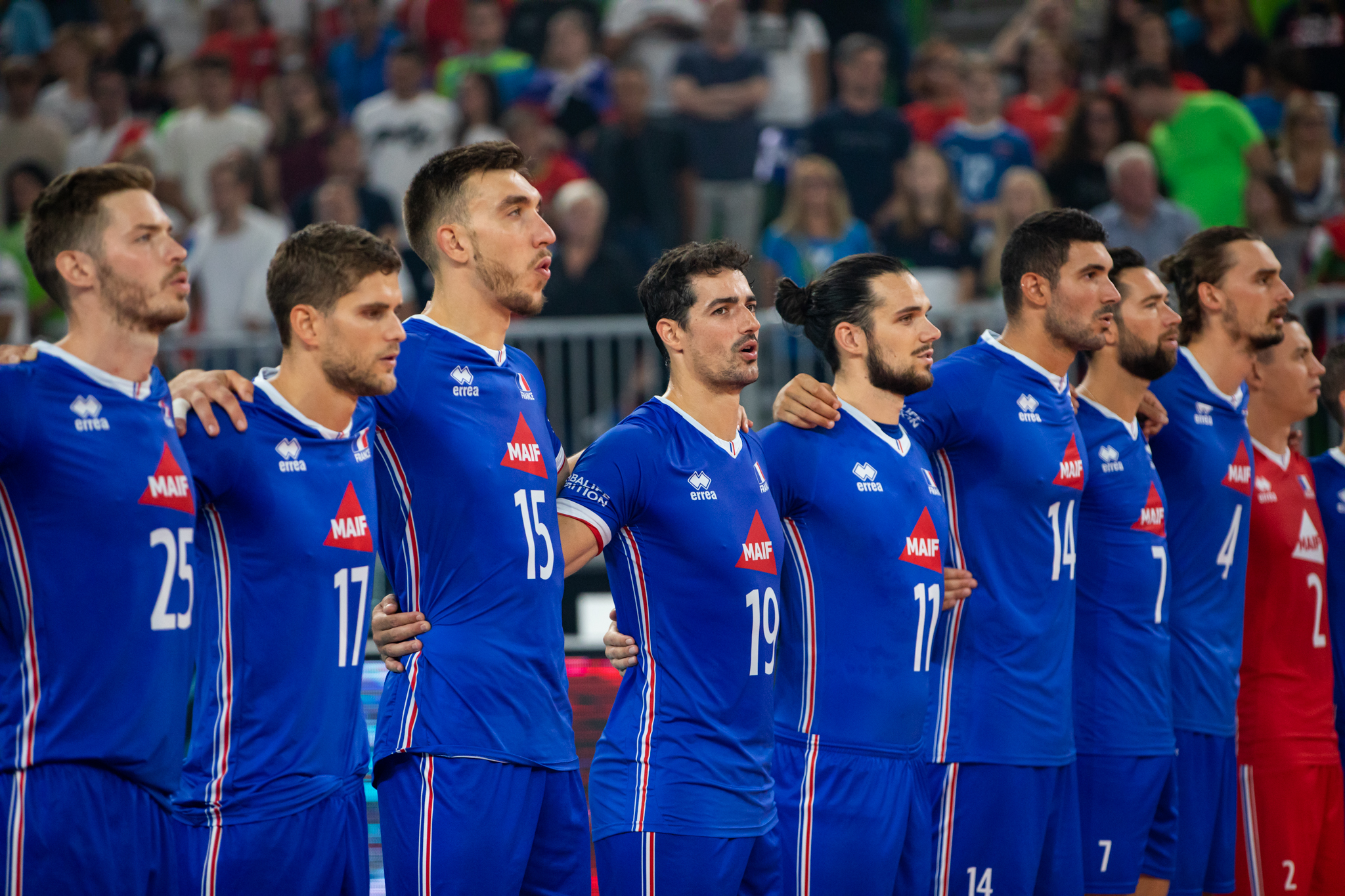
Reprezentacja Francji na Mistrzostwach Świata 2022

Trener:  Andrea Giani
| Nr | Imię i nazwisko       | Data urodzenia (wiek) | Wzrost (cm) | Klub                         | Pozycja |
| -- | --------------------- | --------------------- | ----------- | ---------------------------- | ------- |
| 1  | Barthélémy Chinenyeze | 28.02.1998 (24)       | 201         | Allianz Milano               | Ś       |
| 2  | Jenia Grebennikov     | 13.08.1990 (32)       | 188         | Zenit Petersburg             | L       |
| 4  | Jean Patry            | 27.12.1996 (25)       | 207         | Allianz Milano               | A       |
| 6  | Benjamin Toniutti     | 30.10.1989 (32)       | 183         | Jastrzębski Węgiel           | R       |
| 7  | Kévin Tillie          | 02.11.1990 (31)       | 200         | Tours VB                     | P       |
| 9  | Earvin N’Gapeth       | 12.02.1991 (31)       | 194         | Modena Volley                | P       |
| 11 | Antoine Brizard       | 22.05.1994 (28)       | 194         | Gas Sales Bluenergy Piacenza | R       |
| 12 | Stéphen Boyer         | 10.04.1996 (26)       | 196         | Jastrzębski Węgiel           | A       |
| 14 | Nicolas Le Goff       | 15.02.1992 (30)       | 205         | Montpellier UC               | Ś       |
| 15 | Médéric Henry         | 20.06.1995 (27)       | 212         | Plessis Robinson Volley-Ball | Ś       |
| 17 | Trévor Clévenot       | 28.06.1994 (28)       | 199         | Jastrzębski Węgiel           | P       |
| 19 | Yacine Louati         | 04.03.1992 (30)       | 198         | Fenerbahçe HDI Sigorta       | P       |
| 20 | Benjamin Diez         | 04.04.1998 (24)       | 183         | Paris Volley                 | L       |
| 25 | Quentin Jouffroy      | 05.07.1993 (29)       | 203         | Narbonne Volley              | Ś       |

## Holandia
Trener:  Roberto Piazza
| Nr | Imię i nazwisko      | Data urodzenia (wiek) | Wzrost (cm) | Klub                           | Pozycja |
| -- | -------------------- | --------------------- | ----------- | ------------------------------ | ------- |
| 2  | Wessel Keemink       | 29.05.1993 (29)       | 197         | VK ČEZ Karlovarsko             | R       |
| 3  | Maarten van Garderen | 24.01.1990 (32)       | 200         | Modena Volley                  | P       |
| 4  | Thijs ter Horst      | 18.09.1991 (30)       | 205         | Sir Safety Perugia             | P       |
| 5  | Luuk van der Ent     | 27.07.1998 (24)       | 208         | TSV Herrsching                 | Ś       |
| 7  | Gijs Jorna           | 30.05.1989 (33)       | 196         | Spacer’s de Toulouse           | P       |
| 8  | Fabian Plak          | 23.07.1997 (25)       | 197         | Chaumont VB 52 Haute-Marne     | Ś       |
| 12 | Bennie Tuinstra      | 12.09.2000 (21)       | 200         | Ziraat Bankası                 | P       |
| 13 | Mats Bleeker         | 07.05.1998 (24)       | 180         | Active Living Orion Doetinchem | L       |
| 14 | Nimir Abdel-Aziz     | 05.02.1992 (30)       | 201         | Modena Volley                  | A       |
| 16 | Wouter ter Maat      | 07.05.1991 (31)       | 200         | Ziraat Bankası                 | A       |
| 17 | Michaël Parkinson    | 23.11.1991 (30)       | 203         | Cerrad Enea Czarni Radom       | Ś       |
| 18 | Robbert Andringa     | 28.04.1990 (32)       | 192         | Indykpol AZS Olsztyn           | L       |
| 19 | Freek de Weijer      | 30.10.1995 (26)       | 192         | AOP Kifisias                   | R       |
| 22 | Twan Wiltenburg      | 20.01.1997 (25)       | 204         | Top Volley Cisterna            | Ś       |

## Iran
Trener:  Behrouz Ataei Nouri
| Nr | Imię i nazwisko             | Data urodzenia (wiek) | Wzrost (cm) | Klub                  | Pozycja |
| -- | --------------------------- | --------------------- | ----------- | --------------------- | ------- |
| 1  | Mahdi Dżelweh Ghazjani      | 21.05.2001 (21)       | 208         | Fulad Sirdżan Iranian | Ś       |
| 2  | Milad Ebadipur              | 17.10.1993 (28)       | 196         | Skra Bełchatów        | P       |
| 5  | Amir Hosejn Tuchteh         | 09.04.2001 (21)       | 203         | Radnički Kragujevac   | Ś       |
| 7  | Szahrooz Homajonfarmanesz   | 18.12.1989 (32)       | 195         | Szahdab Jazd          | P       |
| 8  | Mohammad Reza Hazratpur     | 31.03.1999 (23)       | 187         | Pajkan Teheran        | L       |
| 9  | Mohammad Reza Moazzen       | 20.09.1991 (30)       | 175         | Szahdab Jazd          | L       |
| 11 | Saber Kazemi                | 24.12.1998 (23)       | 205         | Al-Arabi Ad-Dauha     | A       |
| 12 | Amirhosejn Esfandijar       | 24.01.1999 (23)       | 210         | Labanjat Haraz Amol   | P       |
| 14 | Mohammad Dżawad Manawineżad | 27.11.1995 (26)       | 198         | Saipa Alborz          | P       |
| 15 | Aljasghar Modżarad          | 30.10.1997 (24)       | 206         | Urmia Municipality VC | Ś       |
| 17 | Amin Esma’ilneżad           | 01.01.1997 (25)       | 203         | Szahdab Jazd          | A       |
| 18 | Mohammad Taher Wadi         | 10.10.1989 (32)       | 194         | Pajkan Teheran        | R       |
| 24 | Dżawad Karimisuchelma'i     | 01.03.1998 (24)       | 204         | Greenyard Maaseik     | R       |
| 49 | Morteza Szarifi             | 27.05.1999 (23)       | 193         | Spor Toto             | P       |

## Japonia
Trener:  Philippe Blain
| Nr | Imię i nazwisko   | Data urodzenia (wiek) | Wzrost (cm) | Klub               | Pozycja |
| -- | ----------------- | --------------------- | ----------- | ------------------ | ------- |
| 1  | Yūji Nishida      | 30.01.2000 (22)       | 197         | Callipo Sport      | A       |
| 2  | Taishi Onodera    | 27.02.1996 (26)       | 201         | JT Thunders        | Ś       |
| 5  | Tatsurori Otsuka  | 05.11.2000 (21)       | 190         | Panasonic Panthers | P       |
| 6  | Akihiro Yamauchi  | 30.11.1993 (28)       | 204         | Panasonic Panthers | Ś       |
| 7  | Kenta Takanashi   | 25.03.1997 (25)       | 190         | Wolf Dogs Nagoya   | P       |
| 8  | Masahiro Sekita   | 20.11.1993 (28)       | 175         | Cuprum Lubin       | R       |
| 9  | Masaki Oya        | 23.04.1995 (27)       | 178         | Suntory Sunbirds   | R       |
| 12 | Ran Takahashi     | 02.09.2001 (20)       | 188         | Pallavolo Padwa    | P       |
| 13 | Tomohiro Ogawa    | 04.07.1996 (26)       | 175         | Wolf Dogs Nagoya   | L       |
| 14 | Yūki Ishikawa     | 11.12.1995 (26)       | 191         | Allianz Milano     | P       |
| 16 | Kento Miyaura     | 22.02.1999 (23)       | 190         | JTEKT Stings       | A       |
| 20 | Tomohiro Yamamoto | 05.11.1994 (27)       | 171         | Sakai Blazers      | L       |
| 23 | Shunichiro Sato   | 17.05.2000 (22)       | 204         | Tokai University   | Ś       |
| 26 | Go Murayama       | 30.07.1998 (24)       | 191         | JTEKT Stings       | Ś       |

## Kamerun

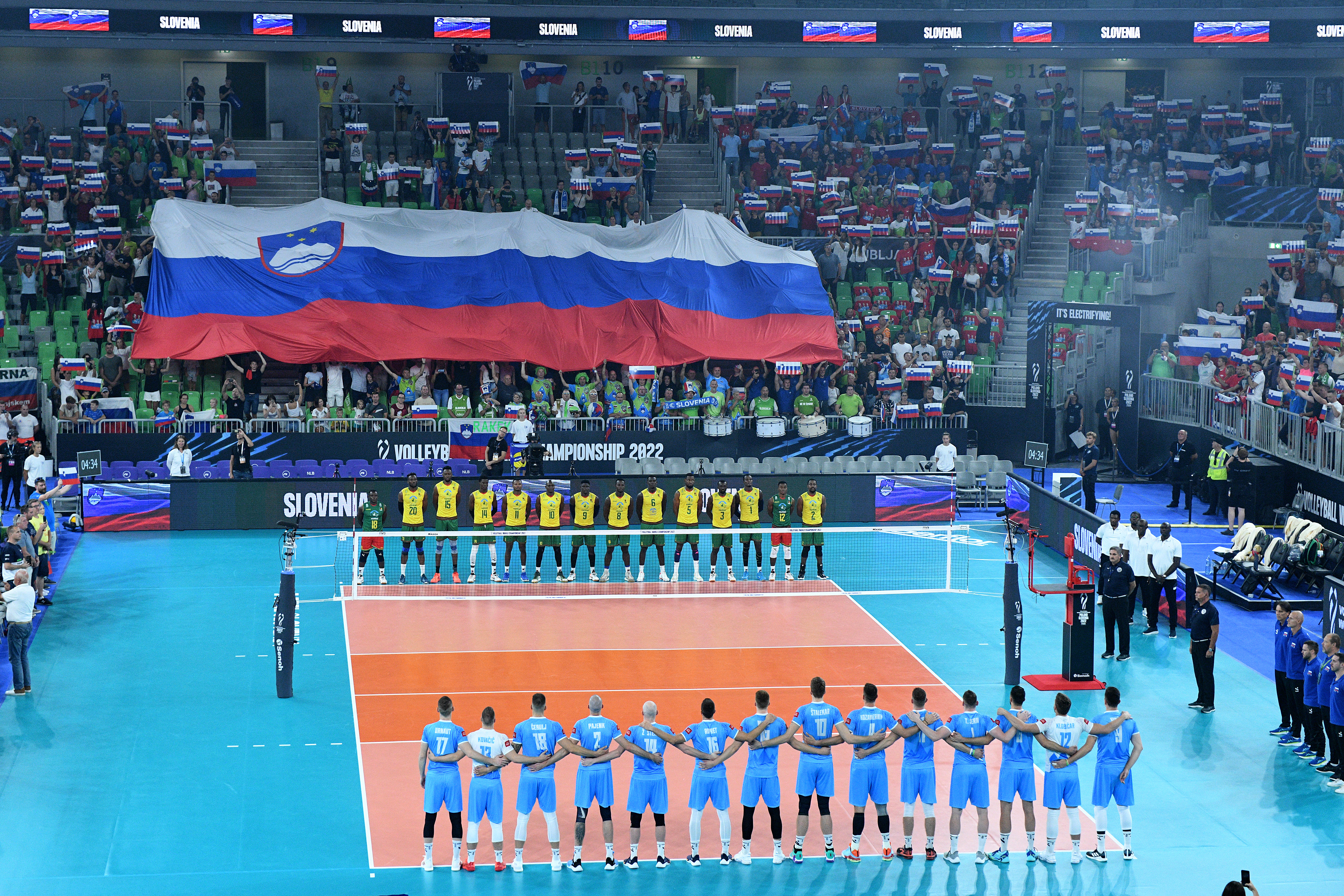
Reprezentacja Kamerunu na Mistrzostwach Świata 2022

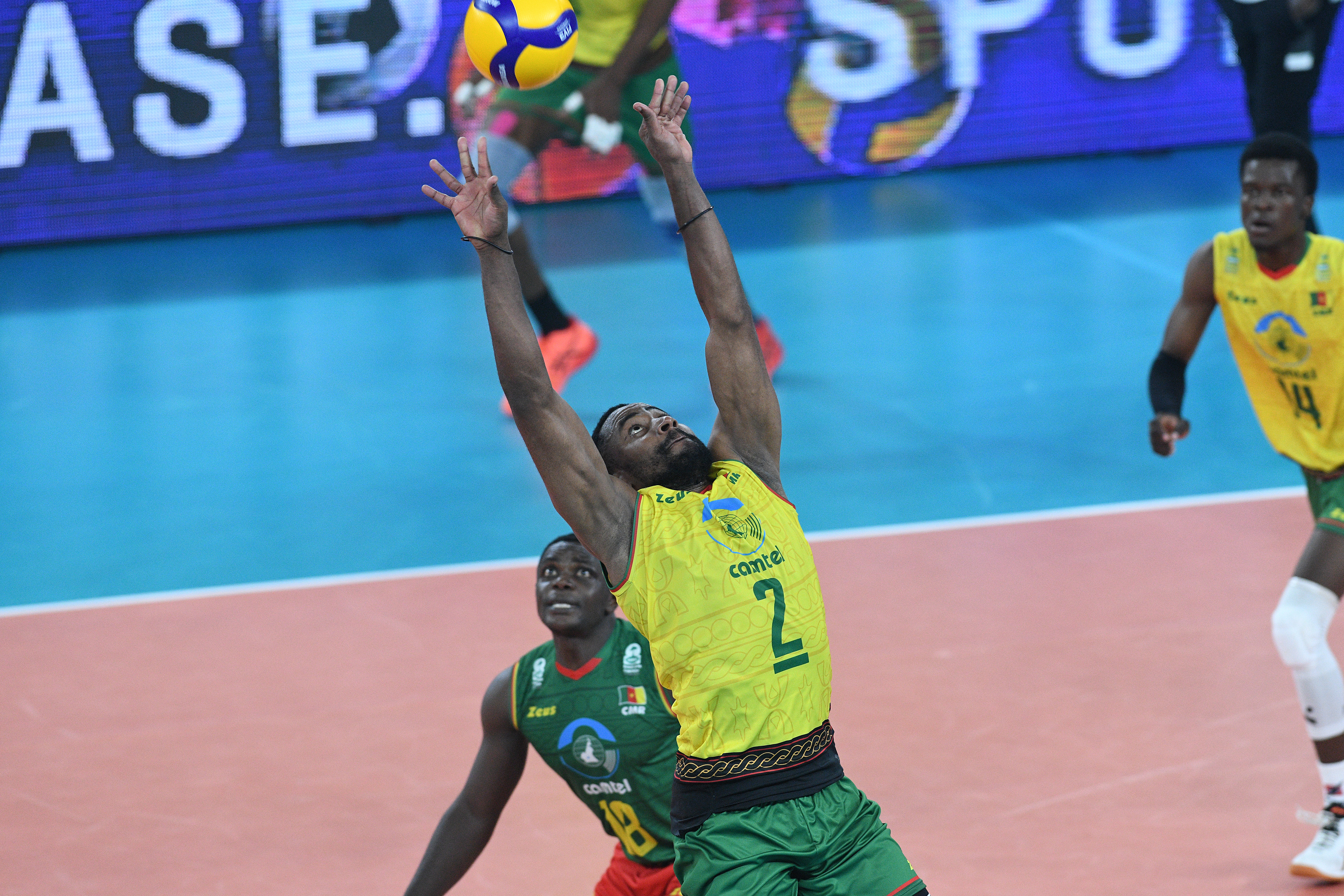
Ahmed Awal Mbutngam podczas wystawiania piłki na Mistrzostwach Świata 2022

Trener:  Guy-Roger Nanga
| Nr | Imię i nazwisko            | Data urodzenia (wiek) | Wzrost (cm) | Klub                             | Pozycja |
| -- | -------------------------- | --------------------- | ----------- | -------------------------------- | ------- |
| 1  | Élie Badawe Djakode        | 06.01.1996 (26)       | 190         |                                  | A       |
| 2  | Ahmed Awal Mbutngam        | 23.04.1990 (32)       | 192         | Loisirs Inter Sport Saint-Pierre | R       |
| 3  | Arnaud Amabaya             | 06.01.1995 (27)       | 190         |                                  | R       |
| 5  | Joseph-Hervé Kofané        | 14.09.1988 (33)       | 206         | Harnes Volley-Ball               | Ś       |
| 6  | Sem Dolegombai             | 18.05.1990 (32)       | 200         | Volley-Ball Arlésien             | Ś       |
| 8  | Christophe Mandeng Adjessa | 21.05.1999 (23)       | 198         |                                  | Ś       |
| 9  | Cédric Bitouna             | 13.09.2000 (21)       | 200         | Al-Hedayah                       | P       |
| 10 | Didier Sali Hilé           | 09.06.1991 (31)       | 192         | Amiens MVB                       | P       |
| 11 | Jérémie Deffo Sobwen       | 17.01.2001 (21)       | 192         |                                  | P       |
| 12 | Kévin Bassoko              | 11.12.2002 (19)       | 183         |                                  | L       |
| 13 | Yaoussia Kavogo            | 25.05.2003 (19)       | 192         |                                  | P       |
| 15 | Yvan Arthur Kody           | 25.08.1991 (31)       | 215         | Al-Khaleej Saihat                | A       |
| 18 | Nelson Ayong Djam          | 02.06.1990 (32)       | 191         | FAP Volleyball                   | L       |
| 20 | Christian Voukeng          | 06.11.1992 (29)       | 205         | Afyon Belediye Yüntaş            | Ś       |

## Kanada
Trener:  Ben Josephson
| Nr | Imię i nazwisko  | Data urodzenia (wiek) | Wzrost (cm) | Klub                     | Pozycja |
| -- | ---------------- | --------------------- | ----------- | ------------------------ | ------- |
| 3  | Derek Epp        | 15.06.1998 (24)       | 196         | Trinity Western Spartans | R       |
| 4  | Nicholas Hoag    | 19.08.1992 (30)       | 200         | Arkas Spor Izmir         | P       |
| 5  | Eric Loeppky     | 01.08.1998 (24)       | 197         | Pallavolo Padwa          | P       |
| 7  | Stephen Maar     | 06.12.1994 (27)       | 199         | Top Volley Cisterna      | P       |
| 8  | Brett Walsh      | 19.02.1994 (28)       | 195         | PAOK                     | R       |
| 10 | Ryan Sclater     | 10.02.1994 (28)       | 200         | Arago de Sète            | A       |
| 11 | Pearson Eshenko  | 16.10.1997 (24)       | 205         | SVG Lüneburg             | Ś       |
| 12 | Lucas Van Berkel | 29.11.1991 (30)       | 210         | VfB Friedrichshafen      | Ś       |
| 17 | Ryley Barnes     | 11.09.1993 (28)       | 200         | PAOK                     | P       |
| 19 | Brodie Hofer     | 27.04.2000 (22)       | 199         | Trinity Western Spartans | P       |
| 20 | Arthur Szwarc    | 30.03.1995 (27)       | 207         | Top Volley Cisterna      | Ś       |
| 21 | Jackson Howe     | 16.06.1998 (24)       | 195         | Trinity Western Spartans | Ś       |
| 22 | Steven Marshall  | 23.11.1989 (32)       | 193         | Nice VB                  | L       |
| 24 | Mathias Elser    | 03.06.2001 (21)       | 198         | Trinity Western Spartans | L       |

## Katar
Trener:  Camilo Andres Soto
| Nr | Imię i nazwisko            | Data urodzenia (wiek) | Wzrost (cm) | Klub              | Pozycja |
| -- | -------------------------- | --------------------- | ----------- | ----------------- | ------- |
| 1  | Youssef Oughlaf            | 06.05.1989 (33)       | 203         | Qatar S.C.        | A       |
| 3  | Essam Ahmed Mahmoud        | 20.06.1986 (36)       | 196         | Police S.C.       | L       |
| 4  | Renan Ribeiro              | 30.12.1989 (32)       | 193         | Al-Arabi Ad-Dauha | P       |
| 5  | Sulaiman Saad Sulaiman     | 30.06.1987 (35)       | 182         | Ar-Rajjan         | L       |
| 6  | Bojan Djukić               | 06.06.1991 (31)       | 193         | Al-Arabi Ad-Dauha | P       |
| 7  | Belal Nabel Abunabot       | 01.01.1991 (31)       | 200         | Ar-Rajjan         | Ś       |
| 9  | Miloš Stevanović           | 27.09.1988 (35)       | 192         | Ar-Rajjan         | R       |
| 10 | Abubacker Sadikh Nadir     | 02.02.1986 (36)       | 195         | Police S.C.       | P       |
| 11 | Nikola Vasić               | 04.06.1989 (33)       | 190         | Al Ahli Ad-Dauha  | P       |
| 12 | Mubarak Dahi Hammad        | 01.04.1991 (31)       | 201         | Ar-Rajjan         | A       |
| 14 | Abdullah Hassanein         | 19.11.2002 (19)       | 190         |                   | R       |
| 16 | Mohamed Ibrahim Ibrahim    | 15.01.1985 (37)       | 206         | Al-Arabi Ad-Dauha | Ś       |
| 17 | Ahmed Noaman Gamal         | 08.02.1994 (28)       | 202         | Ar-Rajjan         | Ś       |
| 21 | Osman Abdulwahid Wagihalla | 01.01.1993 (29)       | 195         | Police S.C.       | Ś       |

## Kuba
Trener:  Nicolás Vives Coffigny
| Nr | Imię i nazwisko          | Data urodzenia (wiek) | Wzrost (cm) | Klub                        | Pozycja |
| -- | ------------------------ | --------------------- | ----------- | --------------------------- | ------- |
| 2  | Osniel Melgarejo         | 18.12.1997 (24)       | 197         | Chaumont VB 52 Haute-Marne  | P       |
| 4  | Michael Sánchez Bozhulev | 05.06.1986 (36)       | 206         | Minas Tênis Clube           | A       |
| 5  | Javier Concepción        | 27.12.1997 (24)       | 200         | Stade Poitevin Poitiers     | Ś       |
| 7  | Yonder García            | 26.02.1993 (29)       | 183         | La Habana                   | L       |
| 9  | Liván Osoria             | 05.02.1994 (28)       | 201         | Cambrai Volley              | Ś       |
| 10 | Miguel David Gutiérrez   | 21.02.1997 (25)       | 199         | Al-Kweldeeh                 | A       |
| 11 | Liván Taboada            | 04.10.1998 (23)       | 191         | Știința Explorări Baia Mare | R       |
| 12 | Jaime Jesús Herrera      | 04.04.1995 (27)       | 196         | Chaumont VB 52 Haute-Marne  | A       |
| 13 | Roberlandy Simón Aties   | 11.06.1987 (35)       | 208         | Cucine Lube Civitanova      | Ś       |
| 14 | Adrián Goide             | 26.06.1998 (24)       | 192         | Brasília Vôlei              | R       |
| 18 | Miguel Ángel López       | 25.03.1997 (25)       | 190         | Sada Cruzeiro               | P       |
| 22 | José Miguel Gutiérrez    | 27.10.2001 (20)       | 194         | Chaumont VB 52 Haute-Marne  | P       |
| 23 | Marlon Yant Herrera      | 23.05.2001 (21)       | 204         | Cucine Lube Civitanova      | P       |
| 24 | Alain Gourguet Salas     | 28.12.1993 (28)       | 189         |                             | L       |

## Meksyk
Trener:  Jorge Azair López
| Nr | Imię i nazwisko          | Data urodzenia (wiek) | Wzrost (cm) | Klub                  | Pozycja |
| -- | ------------------------ | --------------------- | ----------- | --------------------- | ------- |
| 1  | José Mendoza Perdomo     | 31.05.1993 (29)       | 170         | Virtus Guanajuato     | L       |
| 3  | Hiram Bravo Moreno       | 19.12.1999 (22)       | 173         | Tigres UANL           | L       |
| 4  | Raynel Ferrán Romero     | 31.10.2001 (20)       | 190         |                       | P       |
| 6  | Josué López Rios         | 21.07.2002 (20)       | 200         | Tigres UANL           | P       |
| 7  | Diego González Castañeda | 15.02.2000 (22)       | 202         | Tigres UANL           | A       |
| 8  | Edgar Mendoza Burgueño   | 08.01.1991 (31)       | 197         | Nayarit Voleibol      | R       |
| 9  | Axel Tellez Rodriguez    | 08.09.1999 (22)       | 203         | Tigres UANL           | Ś       |
| 12 | Mauro Fuentes Rascón     | 13.10.1997 (24)       | 191         | Ontario Matadors      | P       |
| 14 | Jonathan Martínez García | 30.09.1991 (30)       | 197         | UACH                  | Ś       |
| 15 | Christian Aranda         | 09.04.1997 (25)       | 190         | Vitória SC            | R       |
| 16 | Miguel Chávez Pasos      | 13.05.1996 (26)       | 202         | Universidad de Sonora | Ś       |
| 18 | Yasutaka Sanay Heredia   | 02.05.2001 (21)       | 186         | Baja California       | P       |
| 20 | Luis Hernández Baca      | 04.01.2001 (21)       | 200         | Tapatíos de Jalisco   | A       |
| 21 | Brandon López Ríos       | 30.08.1996 (25)       | 197         |                       | Ś       |

## Niemcy

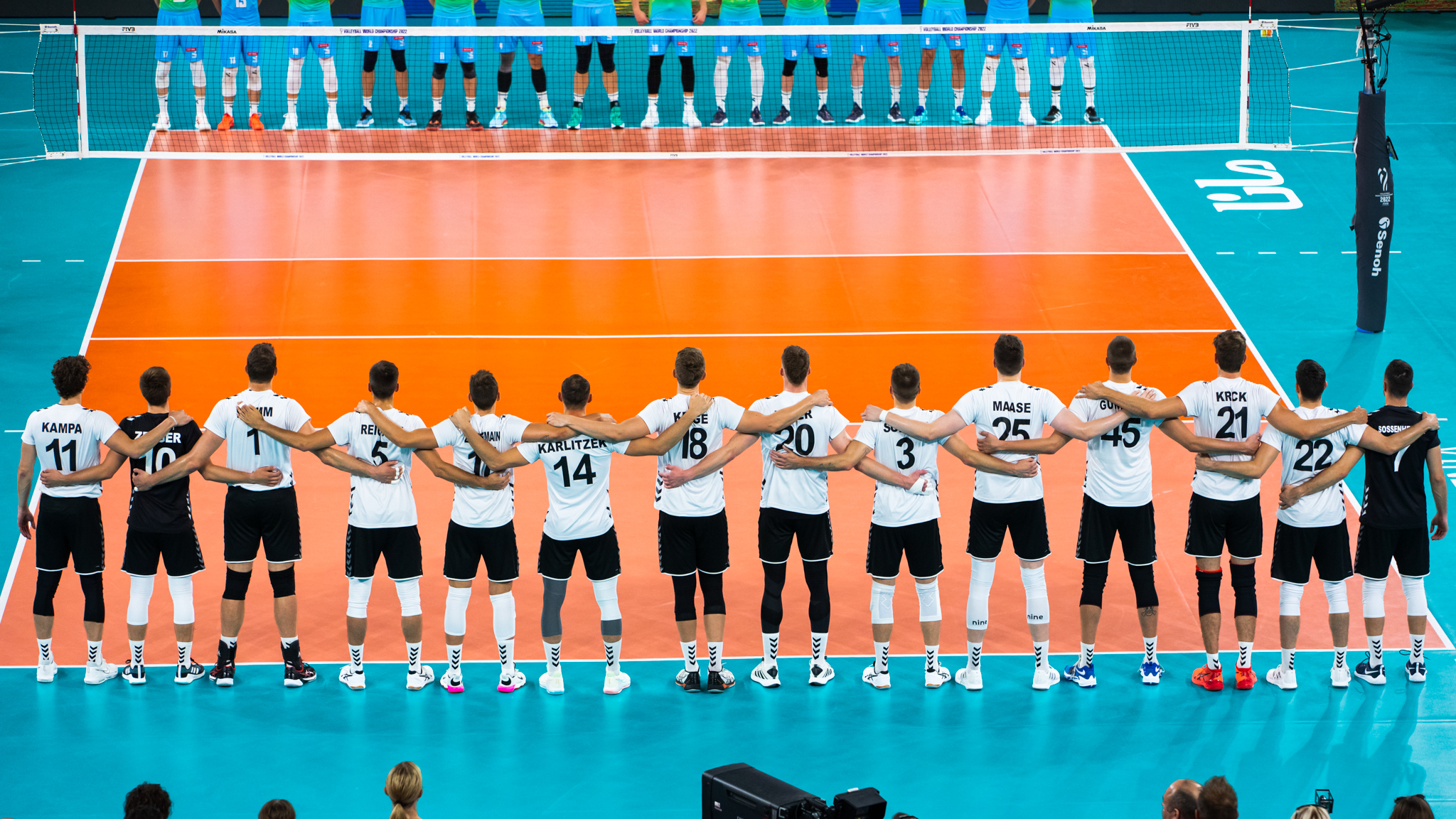
Siatkarze reprezentacji Niemiec na Mistrzostwach Świata 2022

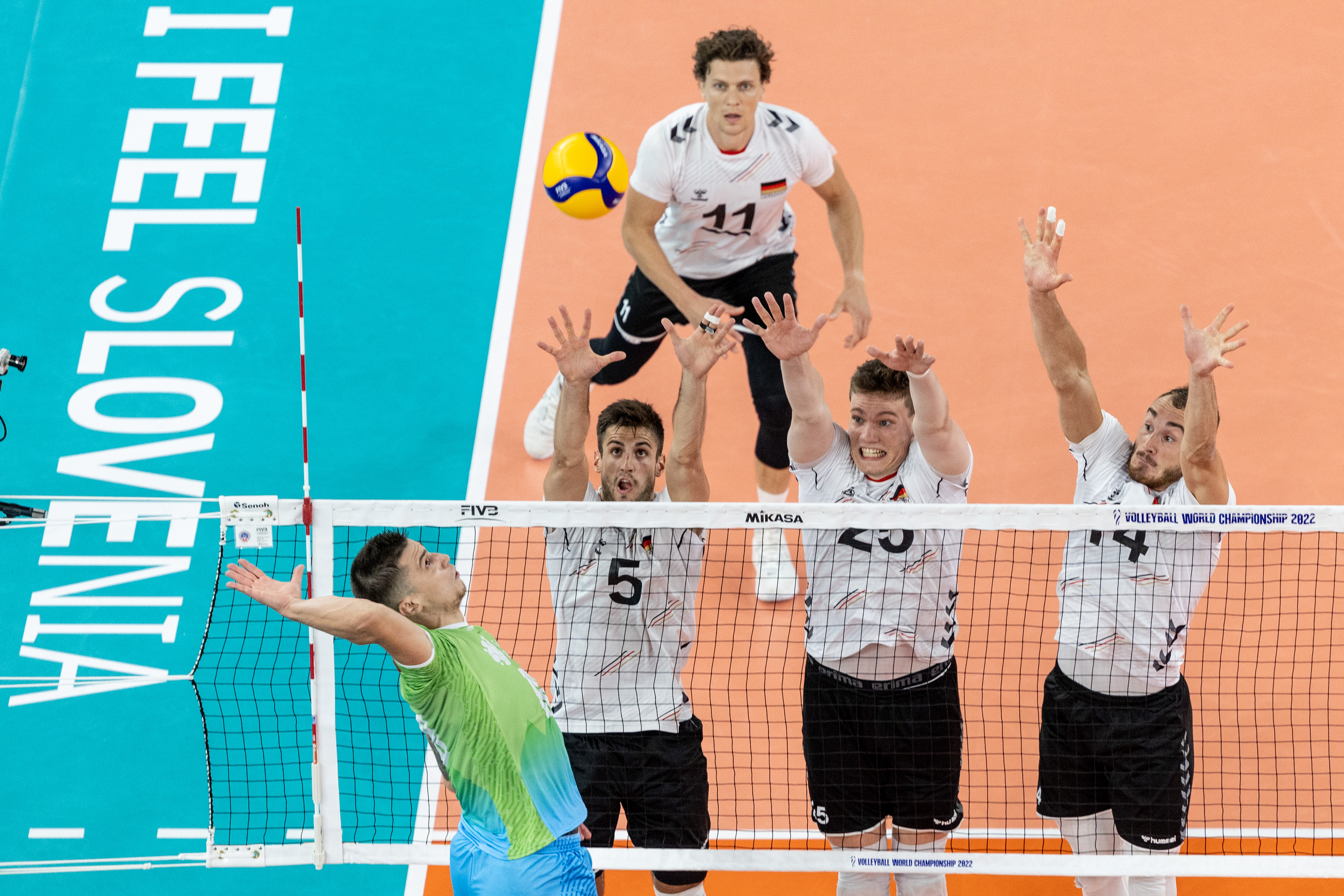
Siatkarze reprezentacji Niemiec na Mistrzostwach Świata 2022: nr 5 Moritz Reichert, nr 25 Lukas Maase, nr 14 Moritz Karlitzek, nr 11 Lukas Kampa

Trener:  Michał Winiarski
| Nr | Imię i nazwisko    | Data urodzenia (wiek) | Wzrost (cm) | Klub                     | Pozycja |
| -- | ------------------ | --------------------- | ----------- | ------------------------ | ------- |
| 1  | Christian Fromm    | 15.08.1990 (32)       | 204         | Callipo Sport            | P       |
| 3  | Ruben Schott       | 08.07.1994 (28)       | 192         | Berlin Recycling Volleys | P       |
| 5  | Moritz Reichert    | 15.03.1995 (27)       | 195         | Trefl Gdańsk             | P       |
| 7  | David Sossenheimer | 21.06.1996 (26)       | 193         | AS Cannes                | L       |
| 10 | Julian Zenger      | 26.08.1997 (25)       | 190         | Trentino Volley          | L       |
| 11 | Lukas Kampa        | 29.11.1986 (35)       | 196         | Trefl Gdańsk             | R       |
| 14 | Moritz Karlitzek   | 12.08.1996 (26)       | 191         | Arago de Sète            | P       |
| 17 | Jan Zimmermann     | 12.02.1993 (29)       | 190         | Pallavolo Padwa          | R       |
| 18 | Florian Krage      | 11.09.1997 (25)       | 204         | Cuprum Lubin             | Ś       |
| 20 | Linus Weber        | 01.11.1999 (22)       | 201         | Pallavolo Padwa          | A       |
| 21 | Tobias Krick       | 22.10.1998 (23)       | 211         | Top Volley Cisterna      | Ś       |
| 22 | Tobias Brand       | 09.07.1998 (24)       | 195         | SWD powervolleys Düren   | P       |
| 25 | Lukas Maase        | 28.08.1998 (23)       | 212         | VfB Friedrichshafen      | Ś       |
| 45 | Jakob Günthör      | 12.09.1995 (26)       | 210         | AJ Fonte Bastardo        | Ś       |

## Polska
Trener:  Nikola Grbić
| Nr | Imię i nazwisko   | Data urodzenia (wiek) | Wzrost (cm) | Klub                   | Pozycja |
| -- | ----------------- | --------------------- | ----------- | ---------------------- | ------- |
| 3  | Jakub Popiwczak   | 17.04.1996 (26)       | 180         | Jastrzębski Węgiel     | L       |
| 5  | Łukasz Kaczmarek  | 29.06.1994 (28)       | 204         | ZAKSA Kędzierzyn-Koźle | A       |
| 6  | Bartosz Kurek     | 29.08.1988 (33)       | 205         | Wolf Dogs Nagoya       | A       |
| 7  | Karol Kłos        | 08.08.1989 (33)       | 201         | Skra Bełchatów         | Ś       |
| 12 | Grzegorz Łomacz   | 01.10.1987 (34)       | 187         | Skra Bełchatów         | R       |
| 14 | Aleksander Śliwka | 24.05.1995 (27)       | 196         | ZAKSA Kędzierzyn-Koźle | P       |
| 15 | Jakub Kochanowski | 17.07.1997 (25)       | 199         | Resovia                | Ś       |
| 16 | Kamil Semeniuk    | 16.07.1996 (26)       | 194         | ZAKSA Kędzierzyn-Koźle | P       |
| 17 | Paweł Zatorski    | 21.06.1990 (32)       | 184         | Resovia                | L       |
| 18 | Bartosz Kwolek    | 17.07.1997 (25)       | 193         | Projekt Warszawa       | P       |
| 19 | Marcin Janusz     | 17.07.1997 (25)       | 199         | ZAKSA Kędzierzyn-Koźle | R       |
| 20 | Mateusz Bieniek   | 05.04.1994 (28)       | 210         | Skra Bełchatów         | Ś       |
| 21 | Tomasz Fornal     | 31.08.1997 (24)       | 200         | Jastrzębski Węgiel     | P       |
| 72 | Mateusz Poręba    | 24.08.1999 (23)       | 203         | Indykpol AZS Olsztyn   | Ś       |

## Portoryko
Trener:  Oswald Antonetti
| Nr | Imię i nazwisko        | Data urodzenia (wiek) | Wzrost (cm) | Klub                     | Pozycja |
| -- | ---------------------- | --------------------- | ----------- | ------------------------ | ------- |
| 2  | Klistan Lawrence       | 07.01.2003 (19)       | 196         |                          | A       |
| 3  | Omar Hoyos             | 20.12.2001 (20)       | 196         |                          | P       |
| 4  | Dennis Del Valle       | 27.01.1989 (33)       | 175         | AJ Fonte Bastardo        | L       |
| 5  | Pedro Nieves           | 29.06.1993 (29)       | 198         | VC Eilabun               | Ś       |
| 6  | Gregory Torres Cruzado | 30.11.2003 (18)       | 191         |                          | A       |
| 7  | Arturo Iglesias        | 22.11.1995 (26)       | 197         | Caribes de San Sebastián | R       |
| 8  | Kevin López            | 24.04.1995 (27)       | 198         | Aristotelis Skydras      | P       |
| 9  | Pedro Molina           | 07.04.1999 (23)       | 192         | Cafeteros de Yauco       | P       |
| 12 | Arnel Cabrera          | 21.07.1989 (33)       | 189         | Mets de Guaynabo         | L       |
| 13 | Roque Nido Alvarez     | 08.12.1999 (22)       | 186         |                          | R       |
| 14 | Pelegrín Vargas        | 31.07.1998 (24)       | 193         | OFI                      | P       |
| 15 | Jonathan Rodríguez     | 16.09.1997 (24)       | 198         | Middelfart VK            | Ś       |
| 17 | Ismael Alomar          | 28.06.1996 (26)       | 189         | Ontario Matadors         | Ś       |
| 18 | Antonio Rodríguez      | 15.09.2000 (21)       | 193         | Club Mauricio Baez       | Ś       |

## Serbia
Trener:  Igor Kolaković
| Nr | Imię i nazwisko         | Data urodzenia (wiek) | Wzrost (cm) | Klub                       | Pozycja |
| -- | ----------------------- | --------------------- | ----------- | -------------------------- | ------- |
| 2  | Uroš Kovačević          | 06.05.1993 (29)       | 197         | Aluron CMC Warta Zawiercie | P       |
| 4  | Nemanja Petrić          | 28.07.1987 (35)       | 205         | Biełogorje Biełgorod       | P       |
| 5  | Milan Katić             | 22.10.1993 (28)       | 202         | Vero Volley Monza          | P       |
| 6  | Nikola Peković          | 06.03.1990 (32)       | 175         | VfB Friedrichshafen        | L       |
| 7  | Petar Krsmanović        | 01.06.1990 (32)       | 206         | Kuzbass Kemerowo           | Ś       |
| 8  | Marko Ivović            | 22.12.1990 (31)       | 194         | Dinamo-LO Sosnowy Bór      | P       |
| 9  | Nikola Jovović          | 13.02.1992 (30)       | 197         | Dinamo-LO Sosnowy Bór      | R       |
| 12 | Pavle Perić             | 07.08.1998 (24)       | 207         | Olympiakos SFP             | P       |
| 14 | Aleksandar Atanasijević | 04.09.1991 (31)       | 200         | Skra Bełchatów             | A       |
| 15 | Nemanja Mašulović       | 05.10.1995 (26)       | 205         | ACH Volley Lublana         | Ś       |
| 18 | Marko Podraščanin       | 29.08.1987 (34)       | 204         | Trentino Volley            | Ś       |
| 20 | Srećko Lisinac          | 17.05.1992 (30)       | 205         | Trentino Volley            | Ś       |
| 21 | Vuk Todorović           | 23.04.1998 (24)       | 190         | ACH Volley Lublana         | R       |
| 33 | Dušan Petković          | 27.01.1992 (30)       | 202         | Projekt Warszawa           | A       |

## Słowenia

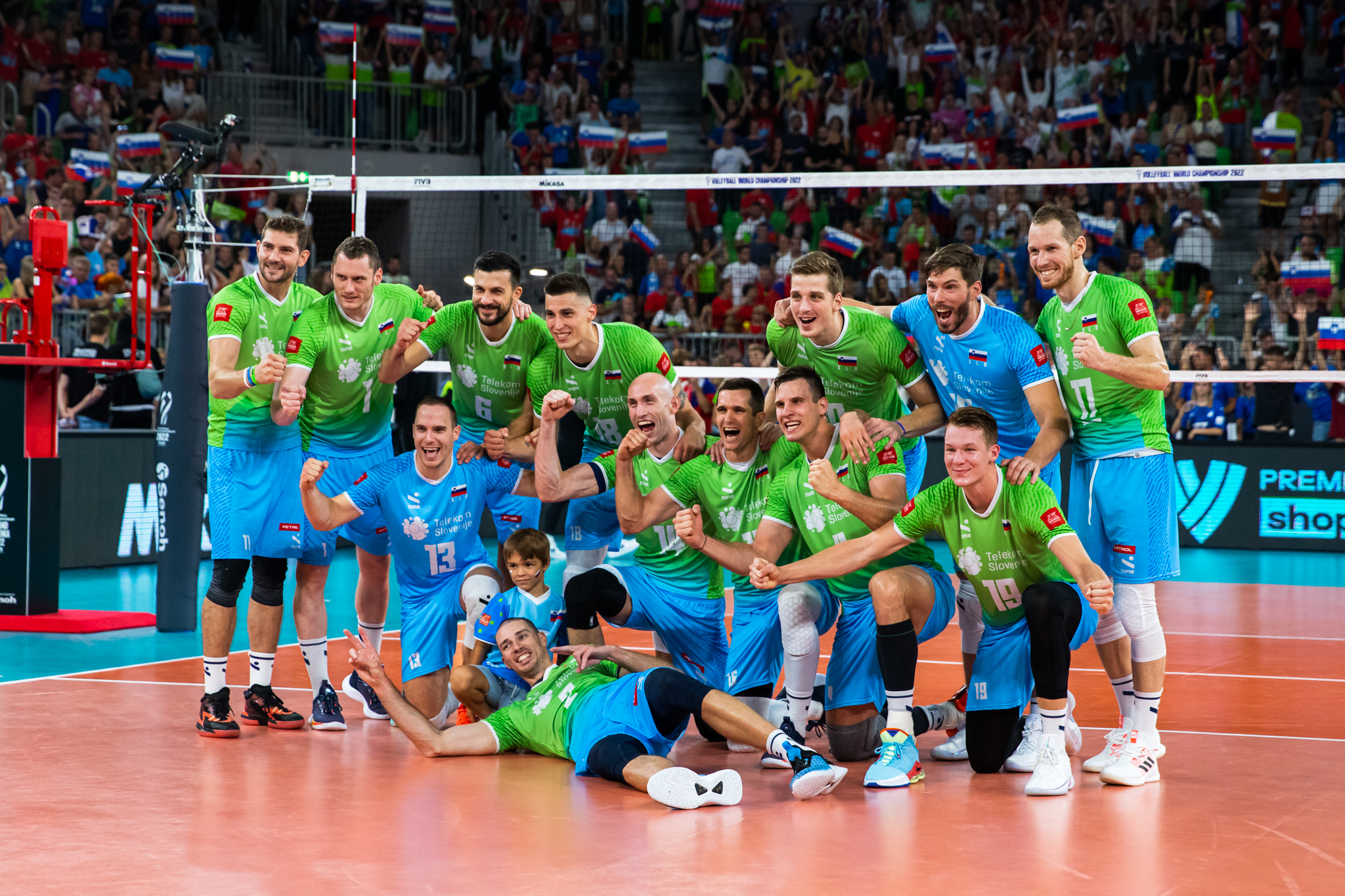
Reprezentacja Słowenii na Mistrzostwach Świata 2022

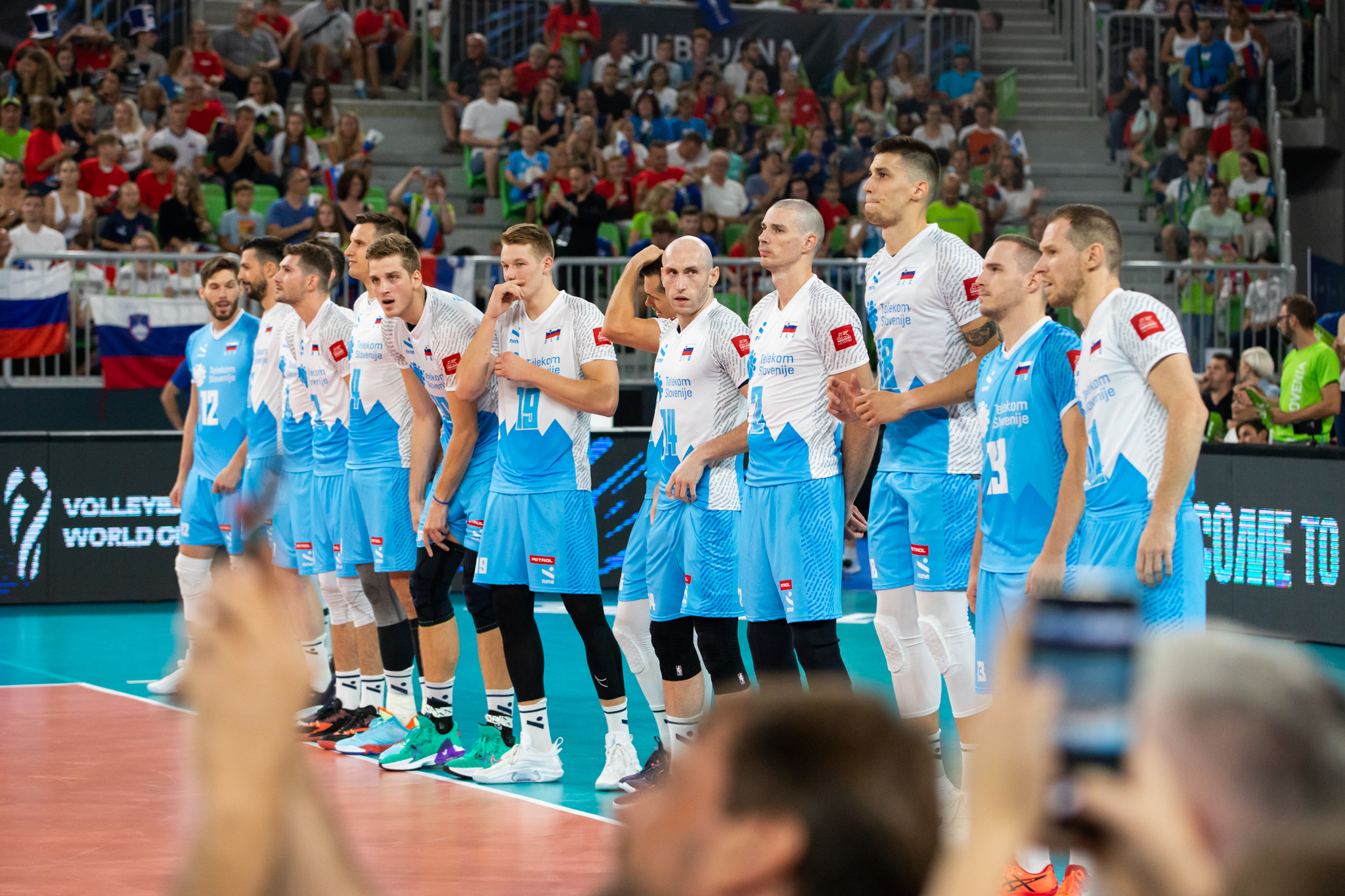
Reprezentacja Słowenii na Mistrzostwach Świata 2022

Trener:  Gheorghe Crețu
| Nr | Imię i nazwisko  | Data urodzenia (wiek) | Wzrost (cm) | Klub                         | Pozycja |
| -- | ---------------- | --------------------- | ----------- | ---------------------------- | ------- |
| 1  | Tonček Štern     | 14.11.1995 (26)       | 198         | Gas Sales Bluenergy Piacenza | A       |
| 2  | Alen Pajenk      | 23.04.1986 (36)       | 203         | Olympiakos SFP               | Ś       |
| 4  | Jan Kozamernik   | 24.12.1995 (26)       | 204         | Resovia                      | Ś       |
| 6  | Mitja Gasparini  | 26.06.1984 (38)       | 201         | Calcit Kamnik                | A       |
| 9  | Dejan Vinčić     | 15.09.1986 (35)       | 202         | VfB Friedrichshafen          | R       |
| 10 | Sašo Štalekar    | 03.05.1996 (26)       | 214         | Panathinaikos AO             | Ś       |
| 11 | Danijel Koncilja | 04.09.1990 (32)       | 201         | AS Cannes                    | Ś       |
| 12 | Jan Klobučar     | 11.12.1992 (29)       | 195         | Calcit Kamnik                | L       |
| 13 | Jani Kovačič     | 14.06.1992 (30)       | 185         | ACH Volley Lublana           | L       |
| 14 | Žiga Štern       | 02.01.1994 (28)       | 193         | AO Foinikas ONEX Syros       | P       |
| 16 | Gregor Ropret    | 01.03.1989 (33)       | 192         | Cambrai Volley               | R       |
| 17 | Tine Urnaut      | 03.09.1988 (33)       | 201         | Zenit Petersburg             | P       |
| 18 | Klemen Čebulj    | 21.02.1992 (30)       | 202         | Resovia                      | P       |
| 19 | Rok Možič        | 17.01.2002 (20)       | 200         | Werona Volley                | P       |

## Stany Zjednoczone
Trener:  John Speraw
| Nr | Imię i nazwisko    | Data urodzenia (wiek) | Wzrost (cm) | Klub                         | Pozycja |
| -- | ------------------ | --------------------- | ----------- | ---------------------------- | ------- |
| 1  | Matthew Anderson   | 18.04.1987 (35)       | 202         | Sir Safety Perugia           | A       |
| 2  | Aaron Russell      | 04.06.1993 (29)       | 205         | Gas Sales Bluenergy Piacenza | P       |
| 4  | Jeffrey Jendryk    | 15.09.1995 (26)       | 208         | Berlin Recycling Volleys     | Ś       |
| 5  | Kyle Ensing        | 06.03.1997 (25)       | 201         | Maccabi Tel Awiw             | A       |
| 8  | Torey Defalco      | 10.14.1997 (25)       | 198         | Indykpol AZS Olsztyn         | P       |
| 11 | Micah Christenson  | 08.05.1993 (29)       | 198         | Zenit Kazań                  | R       |
| 15 | Kyle Russell       | 25.08.1993 (29)       | 205         | Daejeon Samsung Bluefangs    | A       |
| 16 | Joshua Tuaniga     | 18.03.1997 (25)       | 191         | Ślepsk Malow Suwałki         | R       |
| 18 | Garrett Muagututia | 26.02.1988 (34)       | 196         | Al-Ahly Kair                 | P       |
| 19 | Taylor Averill     | 05.03.1992 (30)       | 201         | Indykpol AZS Olsztyn         | Ś       |
| 20 | David Smith        | 15.05.1985 (37)       | 201         | ZAKSA Kędzierzyn-Koźle       | Ś       |
| 21 | Mason Briggs       | 21.01.2001 (21)       | 183         | Long Beach State University  | L       |
| 22 | Erik Shoji         | 24.08.1989 (33)       | 184         | ZAKSA Kędzierzyn-Koźle       | L       |
| 23 | Cody Kessel        | 03.12.1991 (30)       | 197         | Berlin Recycling Volleys     | P       |

## Tunezja
Trener:  Antonio Giacobbe
| Nr | Imię i nazwisko        | Data urodzenia (wiek) | Wzrost (cm) | Klub            | Pozycja |
| -- | ---------------------- | --------------------- | ----------- | --------------- | ------- |
| 2  | Ahmed Kadhi            | 19.04.1989 (33)       | 199         | ES Tunis        | Ś       |
| 3  | Khaled Ben Slimene     | 14.12.1994 (28)       | 193         | ES Tunis        | R       |
| 6  | Mohamed Ali Ben Othmen | 12.05.1991 (31)       | 188         | ES Tunis        | P       |
| 7  | Elyes Karamosli        | 22.08.1989 (33)       | 198         | ES Tunis        | P       |
| 8  | Yassine Abdelhedi      | 28.10.1999 (27)       | 206         | Erzin Yeşilkent | P       |
| 9  | Omar Agrebi            | 26.08.1992 (30)       | 205         | CS Sfaxien      | Ś       |
| 10 | Hamza Nagga            | 29.05.1990 (32)       | 191         | ES Tunis        | A       |
| 12 | Rami Bennour           | 23.12.1991 (30)       | 186         | CS Sfaxien      | R       |
| 13 | Selim Mbareki          | 06.03.1996 (26)       | 198         | ES Tunis        | Ś       |
| 16 | Mahdi Ben Tahar        | 17.09.2004 (17)       | 204         |                 | Ś       |
| 18 | Ali Bongui             | 14.08.1996 (26)       | 180         | CS Sfaxien      | A       |
| 19 | Aymen Bouguerra        | 01.11.2001 (20)       | 198         | Narbonne Volley | P       |
| 20 | Saddem Hmissi          | 16.02.1991 (31)       | 186         | ES Tunis        | L       |
| 21 | Tayeb Korbosli         | 05.06.1993 (29)       | 188         | ES Tunis        | L       |

## Turcja
Trener:  Nedim Özbey
| Nr | Imię i nazwisko  | Data urodzenia (wiek) | Wzrost (cm) | Klub                         | Pozycja |
| -- | ---------------- | --------------------- | ----------- | ---------------------------- | ------- |
| 3  | Metin Toy        | 03.05.1994 (28)       | 203         | Fenerbahçe HDI Sigorta       | A       |
| 5  | Baturalp Güngör  | 28.07.1993 (29)       | 191         | Spor Toto                    | P       |
| 6  | Arda Bostan      | 13.01.2002 (20)       | 191         | Tokat Belediye Plevne        | R       |
| 8  | Burutay Subaşı   | 15.07.1990 (32)       | 194         | Arkas Spor Izmir             | P       |
| 9  | Mirza Lagumdzija | 18.05.2001 (21)       | 207         | Arkas Spor Izmir             | P       |
| 10 | Arslan Ekşi      | 17.07.1985 (37)       | 199         | Ziraat Bankası               | R       |
| 12 | Adis Lagumdzija  | 29.03.1999 (23)       | 211         | Gas Sales Bluenergy Piacenza | A       |
| 14 | Faik Samet Güneş | 27.05.1993 (29)       | 203         | Ziraat Bankası               | Ś       |
| 19 | Berkay Bayraktar | 01.01.1998 (24)       | 190         | Ziraat Bankası               | L       |
| 24 | Ahmet Tümer      | 15.09.2001 (20)       | 203         | Fenerbahçe HDI Sigorta       | Ś       |
| 25 | Kaan Gürbüz      | 16.08.2001 (21)       | 199         | Fenerbahçe HDI Sigorta       | A       |
| 53 | Volkan Döne      | 19.02.1987 (35)       | 182         | Halkbank                     | L       |
| 66 | Doğukan Ulu      | 30.10.1995 (26)       | 201         | Galatasaray                  | Ś       |
| 77 | Bedirhan Bülbül  | 29.07.1999 (23)       | 201         | Ziraat Bankası               | Ś       |

## Ukraina
Trener:  Uģis Krastiņš
| Nr | Imię i nazwisko     | Data urodzenia (wiek) | Wzrost (cm) | Klub                          | Pozycja |
| -- | ------------------- | --------------------- | ----------- | ----------------------------- | ------- |
| 1  | Tymofij Połujan     | 10.01.1998 (24)       | 198         | Al Ain Club                   | P       |
| 2  | Maksym Drozd        | 05.08.1991 (31)       | 210         | Epicentr-Podolany Horodok     | Ś       |
| 4  | Ołeh Szewczenko     | 08.09.1993 (28)       | 194         | Barkom-Każany Lwów            | P       |
| 5  | Ołeh Płotnycki      | 05.06.1997 (25)       | 195         | Sir Safety Perugia            | P       |
| 7  | Horden Browa        | 08.04.1991 (31)       | 190         | Epicentr-Podolany Horodok     | L       |
| 9  | Wołodymyr Ostapenko | 28.07.1998 (24)       | 198         | Epicentr-Podolany Horodok     | Ś       |
| 10 | Jurij Semeniuk      | 12.05.1994 (28)       | 210         | Epicentr-Podolany Horodok     | Ś       |
| 12 | Denys Fomin         | 21.07.1986 (36)       | 177         | Epicentr-Podolany Horodok     | P       |
| 13 | Wasyl Tupczij       | 13.01.1992 (30)       | 196         | Cambrai Volley                | A       |
| 14 | Illa Kowalow        | 31.08.1996 (26)       | 198         | Saint-Nazaire VBA             | P       |
| 15 | Witalij Szczytkow   | 25.11.1991 (30)       | 188         | Żytyczi-PNU Żytomierz         | R       |
| 19 | Dmytro Kanajew      | 03.10.1997 (24)       | 175         | Barkom-Każany Lwów            | L       |
| 21 | Jewhenij Kisiluk    | 27.01.1995 (27)       | 197         | Epicentr-Podolany Horodok     | P       |
| 22 | Jurij Synycia       | 22.08.1993 (29)       | 185         | Jugra-Samotłor Niżniewartowsk | R       |

## Włochy
Trener:  Ferdinando De Giorgi
| Nr | Imię i nazwisko        | Data urodzenia (wiek) | Wzrost (cm) | Klub                         | Pozycja |
| -- | ---------------------- | --------------------- | ----------- | ---------------------------- | ------- |
| 1  | Giulio Pinali          | 02.04.1997 (25)       | 199         | Trentino Volley              | A       |
| 3  | Francesco Recine       | 07.02.1999 (23)       | 186         | Gas Sales Bluenergy Piacenza | P       |
| 5  | Alessandro Michieletto | 05.12.2001 (20)       | 211         | Trentino Volley              | P       |
| 6  | Simone Giannelli       | 09.08.1996 (26)       | 199         | Sir Safety Perugia           | R       |
| 7  | Fabio Balaso           | 20.10.1995 (26)       | 178         | Cucine Lube Civitanova       | L       |
| 8  | Riccardo Sbertoli      | 23.05.1998 (24)       | 185         | Trentino Volley              | R       |
| 12 | Mattia Bottolo         | 03.01.2000 (22)       | 196         | Pallavolo Padwa              | P       |
| 14 | Gianluca Galassi       | 24.07.1997 (25)       | 201         | Vero Volley Monza            | Ś       |
| 15 | Daniele Lavia          | 04.11.1999 (22)       | 198         | Trentino Volley              | P       |
| 16 | Yuri Romanò            | 26.07.1997 (25)       | 203         | Allianz Milano               | A       |
| 17 | Simone Anzani          | 24.02.1992 (30)       | 204         | Cucine Lube Civitanova       | Ś       |
| 19 | Roberto Russo          | 23.02.1997 (25)       | 207         | Sir Safety Perugia           | Ś       |
| 24 | Leonardo Scanferla     | 04.12.1998 (23)       | 184         | Gas Sales Bluenergy Piacenza | L       |
| 30 | Leandro Mosca          | 05.09.2000 (21)       | 209         | Allianz Milano               | Ś       |